# MobiKwik
MobiKwik est une entreprise indienne de commerce électronique et de paiements numériques, fondée en 2009 par Bipin Preet Singh et Upasana Taku. L'entreprise est basée à Gurugram, en Inde,,.
MobiKwik a été fondée en 2009 par Bipin Preet Singh et Upasana Taku. L'idée de MobiKwik est née de la frustration de Singh et Taku face à la difficulté d'effectuer des paiements en ligne en Inde. L'entreprise a commencé comme un petit service de paiements en ligne à Delhi,.